# Bledius vilis
Bledius vilis är en skalbaggsart som beskrevs av Mäklin 1876. Bledius vilis ingår i släktet Bledius, och familjen kortvingar. Enligt den finländska rödlistan är arten sårbar i Finland. Arten har ej påträffats i Sverige. Artens livsmiljö är sandstränder vid sötvatten.